# Dẫn đường chi tiết

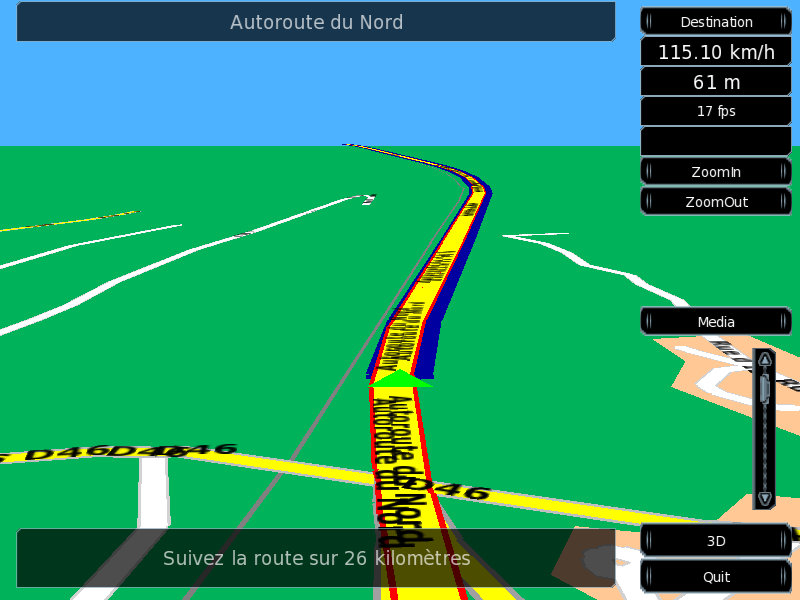
Dẫn đường chi tiết của Navit

Dẫn đường chi tiết (tiếng Anh: Turn-by-turn navigation) là một tính năng của các thiết bị định vị GPS với hướng cho một tuyến đường được chọn sẽ liên tục được hiển thị cho người dùng ở hình thức chỉ dẫn bằng giọng nói và hình ảnh. Hệ thống giúp người dùng cập nhật về lộ trình đến đích tốt nhất, và thường được cập nhật thường xuyên theo sự thay đổi của các yếu tố như điều kiện giao thông và chất lượng đường sá. Hệ thống thường sử dụng giọng nói điện tử để thông báo cho người dùng khi cần rẽ trái hay phải, tên đường, và khoảng cách còn bao xa để rẽ.

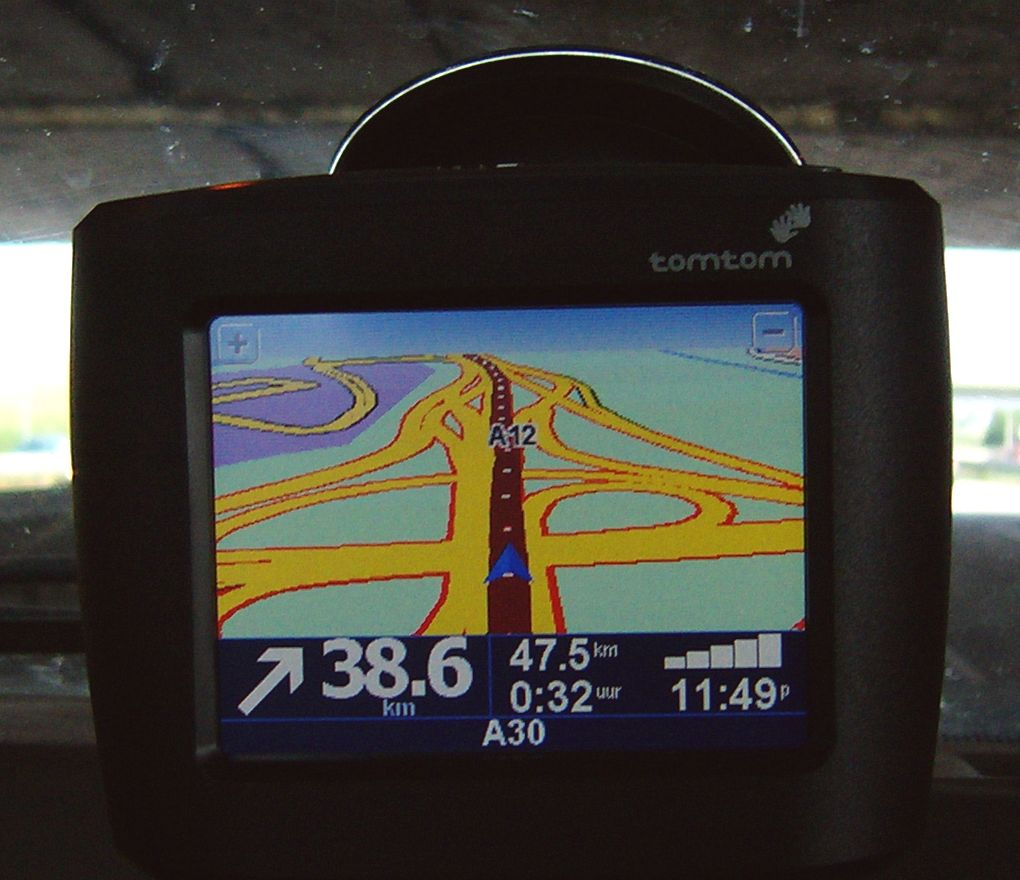
Một thiết bị TomTom